# Devoir implique pouvoir
Devoir implique pouvoir est une formule éthique attribuée à Emmanuel Kant qui prétend qu'un agent, s'il est moralement obligé d'effectuer une certaine action, doit logiquement être en mesure de l'effectuer :
« Car si la loi morale commande que nous « devons » être de meilleurs êtres humains maintenant, il en résulte inévitablement que nous devons être « capables » d'être de meilleurs êtres humains. »
« L'action à laquelle le « devrait » s'applique doit en effet être possible dans les conditions naturelles. »
Kant pense que ce principe est une liberté catégorique, seulement limitée par le libre arbitre contrairement à la liberté hypothétique de David Hume (« Libre de faire autrement si je l'avais ainsi choisi »). Il y a plusieurs façons de dériver la formule par exemple l'argument selon lequel il est erroné de blâmer les gens pour des choses qu'ils ne peuvent pas contrôler (ainsi formulée, l'essence de l'argument est que le contrepoint « ne peut pas » implique « n'a aucune obligation à »).

## Source de la traduction
- (en) Cet article est partiellement ou en totalité issu de l’article de Wikipédia en anglais intitulé « Ought implies can » (voir la liste des auteurs).